# خیرپور (ایالت شاهزاده نشین)
ایالت شاهزاده نشین خیرپور(به عنوان میرهای خیرپور نیز شناخته می‌شوند) یک ایالت شاهزاده نشین بلوچ تبار در هند بریتانیا و سپس تا سال ۱۹۵۵ با مرکزیت شهر خیرپور در قلمرو پاکستان بود. این ایالت در کنار رودخانه سند در شمال شرقی ایالت سند بریتانیا قرار داشت. پس از انحلال طرح یک واحدی توسط یحیی خان قلمرو این ایالت با قلمرو ایالت سند ترکیب و ایالت سند امروزی تشکیل شد.
کاخ فیض محل محل اقامت حاکمان تالپور و سپس خیرپور بود.

## تاریخچه
خیرپور شاخه ای از سلطنت بلوچ تبار تالپور بود و در سال ۱۸۵۳ تأسیس شد. میر شیر محمد تالپور که در نبرد میانی سال ۱۸۴۳ در برابر بریتانیا شکست خورده بود برای بازپس‌گیری منطقه یک دهه تلاش کرد اما به موفقیت نرسید و در نهایت در سال ۱۸۵۳ با بریتانیایی‌ها معاهده ای منعقد کرد تا بدین وسیله خودمختاری خود را به عنوان یک دولت شاهزاده نشین حفظ کند. آخرین میر خیرپور در سال ۱۹۴۷ به دولت جدید پاکستان ملحق شد و به عنوان یک ایالت شاهزاده پاکستان تبدیل شد تا اینکه در سال ۱۹۵۵ به‌طور کامل در پاکستان غربی ادغام و منحل شد.

## انحلال
ایالت شاهزاده خیرپور در سال ۱۹۵۵ طی طرح یک واحدی با تهدید حمله نظامی توسط ژنرال اسکندر میرزا و نقض توافق میرعلی مراد تالپور با بنیان گذار پاکستان، محمد علی جناح در ایالت پاکستان غربی ادغام و منحل شد.

## پس انحلال طرح یک واحدی
پس از اعلام انحلال پاکستان غربی طی انحلال طرح یک واحدی در تاریخ۳۰ مارس ۱۹۷۰ توسط یحیی خان، احیای ایالت‌های چهارگانه پنجاب، سند، بلوچستان، شمال غربی در دستور کار دولت قرار گرفت. بدین ترتیب مناطق سابق ایالت شاهزاده نشین خیرپور با مناطق سابق ایالت سند بریتانیا برای ایجاد ایالت سند مدرن (ایالت سند فعلی) ترکیب شدند.

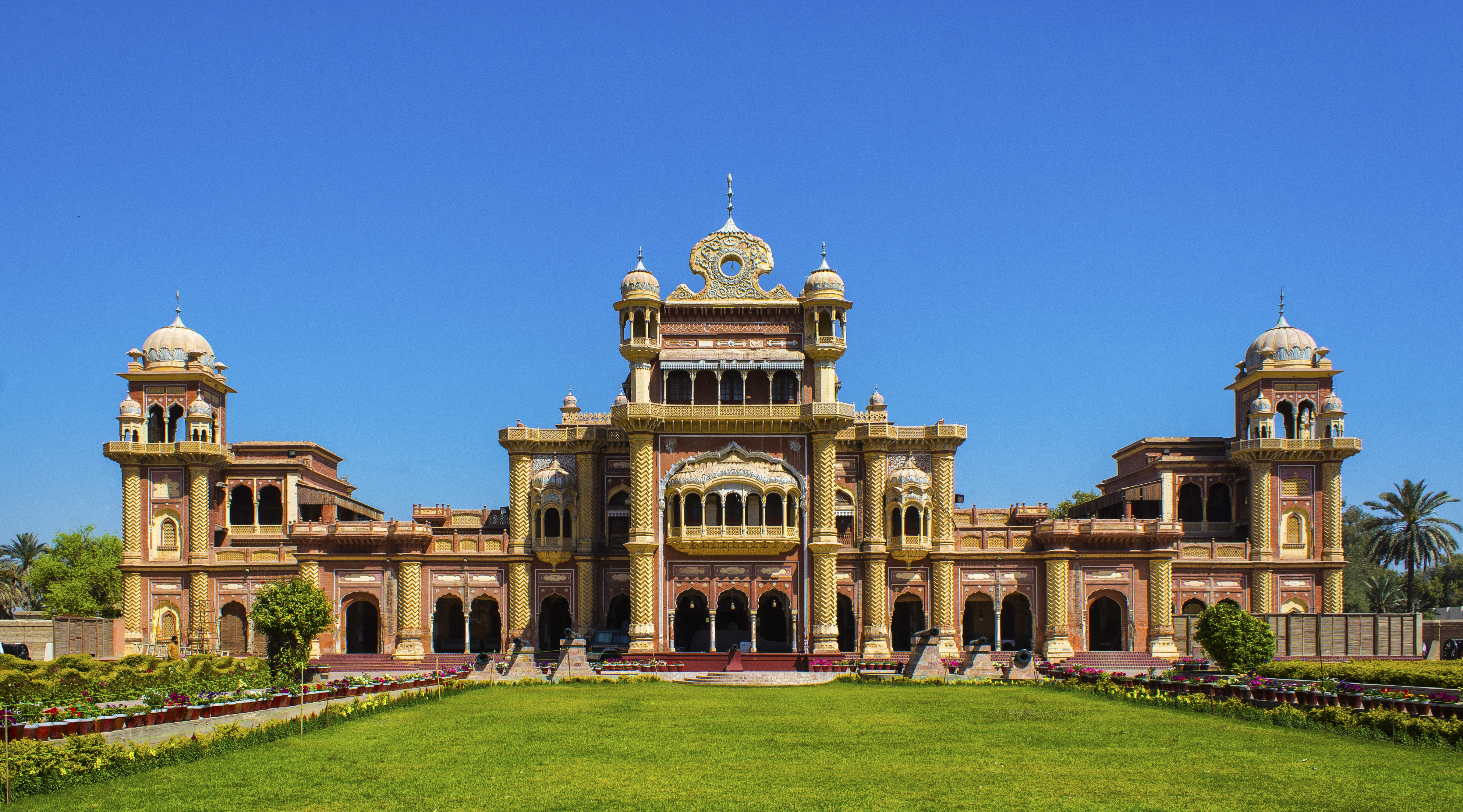
فیض محل یکی از چندین کاخ مورد استفاده میرهای تالپور و سپس خیرپور بود.